# 권오순
권오순(權五順, 1919년~1995년 7월 11일)은 일제 강점기와 대한민국의 아동문학가, 시인이다. 본관은 안동(安東)이고 호(號)는 맹물, 설봉(雪峯, 雪峰)이며 황해도 해주 출생이다.

## 경력
1937년 아동문학 동인지 《소년》에 동화를 발표하여 아동문학가로 문단에 첫 등단하였다. 해방 후 평안남도 평양 종로국민학교 교사로 있다가 그만두고 월남하여 대한민국에서는 1947년 시인으로도 등단, 이후 대한민국에서 아동문학가와 시인으로 활동하였다.
1995년 7월 11일 향년 77세로 사망하였다.